# 宿元景
宿元景是小说《水浒传》里的一个人物。當朝太尉，其應玄女讖緯：
|  | 遇宿重重喜。 |

史進與魯智深陷華州時，適逢其奉旨進香，吳用才賺得金鈴吊掛破華州。其為人敦良忠直，力主招安。朝廷三番降詔，唯有第三次得其為使，才成功。且梁山好漢屢陷危機時，皆賴其護持，處境才得以無虞。